# Policejní a soudní spolupráce v trestních věcech
Policejní a soudní spolupráce v trestních věcech je třetí pilíř Evropské unie, zaměřuje se na justiční spolupráci mezi členskými státy Evropské unie. Do systému evropského práva byl zaveden Maastrichtskou smlouvou, do té doby měly podobné formy spolupráce v rámci Evropského společenství charakter standardních mezinárodních smluv. Rozhodnutí jsou přijímána Radou Evropské unie na základě jednomyslnosti.

## Oblasti spolupráce ve třetím pilíři
- potírání organizované i neorganizované kriminality
- boj proti terorismu
- omezování nezákonného obchodu s drogami a se zbraněmi
- potírání obchodu s lidmi a trestných činů proti dětem

Původně byly do třetího pilíře zahrnuty i oblasti související s překračováním vnitřních hranic EU, vízové a azylové politiky a soudní spolupráce v občanskoprávních věcech, v roce 1999 byly tyto agendy Amsterdamskou smlouvou přesunuty do oblasti prvního pilíře.

### Nástroje pro realizaci cílů třetího pilíře
- spolupráce ministerstev, soudních, policejních a celních orgánů
- usnadnění vydávání trestně stíhaných nebo odsouzených osob do zahraničí ("evropský zatýkací rozkaz")
- harmonizace právních předpisů
- shromažďování, zpracování výměna informací

## Důležité instituce
Europol – evropský policejní úřad, specializuje se na potírání přeshraniční organizované kriminality
Eurojust – zabezpečuje koordinaci mezi justičními orgány v případě trestního stíhání ve více zemích EU současně
Evropský úřad pro boj proti podvodům – evropský úřad pro potírání podvodných jednání
| Politika Evropské unie – „Tři pilíře“ | Politika Evropské unie – „Tři pilíře“ | Politika Evropské unie – „Tři pilíře“                                                                                    |
| I. Evropská společenství | II. Společná zahraniční a bezpečnostní politika | III. Policejní a justiční spolupráce                                                                                     |
| --- | --- | --- |
| - Společná zemědělská politika - Hospodářská a měnová unie - Celní unie a Společný trh - Společná obchodní politika - Regionální a strukturální politika - Dopravní politika - Sociální politika - Schengenský prostor - Občanství EU - Vědecko-výzkumná politika - Politika hospodářské soutěže - Ekologická politika - Politika ochrany spotřebitele - Vzdělání a kultura - Společná rybolovná politika - Azylová a přistěhovalecká politika | Zahraniční politika: - Spolupráce v zahraniční politice - Dodržování míru - Volební pozorovatelé - Lidská práva - Demokracie - Rozvojová pomoc Bezpečnostní politika: - Evropská bezpečnostní politika - Evropské síly rychlé reakce - Odzbrojování | - Pašování drog a obchod se zbraněmi - Obchod s lidmi - Terorismus - Zločiny proti dětem - Organizovaný zločin - Korupce |